# Dichaetomyia pallens
Dichaetomyia pallens är en tvåvingeart som först beskrevs av Stein 1918.  Dichaetomyia pallens ingår i släktet Dichaetomyia och familjen husflugor. Inga underarter finns listade i Catalogue of Life.